# Con đường mưa (album)
Con đường mưa là album phòng thu thứ bảy của Cao Thái Sơn với phong cách nhạc pop-ballad phát hành vào tháng 3 năm 2009.
Con đường mưa cùng với đĩa đơn Lala là hai sản phẩm của Cao Thái Sơn trong năm 2009.

## Sản xuất
Album Con đường mưa bao gồm 1 CD và 1 DVD do công ty Tiếng hát Việt Entertainment của Đàm Vĩnh Hưng sản xuất và phát hành. Album gồm 9 ca khúc mang phong cách pop ballad, trong đó có 4 ca khúc do nhạc sĩ Nguyễn Văn Chung viết độc quyền cho Cao Thái Sơn: "Tình yêu trở lại", "Pha lê tím" và "Giấc mơ" và ca khúc chủ đề "Con đường mưa". Trong DVD có 3 video ca khúc của Nguyễn Văn Chung do Cao Thái Sơn đạo diễn và diễn xuất được ghi hình tại Úc.
Ca khúc "Con đường mưa" được Nguyễn Văn Chung lấy cảm hứng từ một ngày mưa trên đường Lê Hồng Phong (Thành phố Hồ Chí Minh), khi đưa ca khúc đi chào bán thì bị một công ty từ chối phát hành vì ca khúc "không có cao trào", vị nhạc sĩ quyết định không bán nữa.
Năm 2007, Cao Thái Sơn vào Thành phố Hồ Chí Minh lập nghiệp và tìm gặp Nguyễn Văn Chung để mua nhạc. "Con đường mưa", "Pha lê tím" và "Tình yêu trở lại" sau đó được Nguyễn Văn Chung bán quyền biểu diễn cho Cao Thái Sơn.

## Phát hành
Con đường mưa được phát hành vào ngày 8 tháng 3 năm 2009.

### Danh sách ca khúc
| CD  | CD                 | CD               | CD         |
| STT | Nhan đề            | Sáng tác         | Thời lượng |
| --- | ------------------ | ---------------- | ---------- |
| 1.  | "Tình yêu trở lại" | Nguyễn Văn Chung |            |
| 2.  | "Con đường mưa"    | Nguyễn Văn Chung |            |
| 3.  | "Ánh trăng buồn"   | Thanh Thuận      |            |
| 4.  | "Pha lê tím"       | Nguyễn Văn Chung |            |
| 5.  | "Đắng cay"         | Lương Bằng Vinh  |            |
| 6.  | "Tự khúc mùa đông" | Tường Văn        |            |
| 7.  | "Trăng úa sao mờ"  | Vũ Đức Tuấn      |            |
| 8.  | "Giấc mơ"          | Nguyễn Văn Chung |            |
| 9.  | "Mùa thu vắng em"  |                  |            |

Tất cả các ca khúc được viết bởi Nguyễn Văn Chung.
| DVD | DVD                | DVD     | DVD        |
| STT | Nhan đề            | Ghi chú | Thời lượng |
| --- | ------------------ | ------- | ---------- |
| 1.  | "Introduction"     |         |            |
| 2.  | "Con đường mưa"    |         |            |
| 3.  | "Tình yêu trở lại" |         |            |
| 4.  | "Pha lê tím"       |         |            |
| 5.  | "Con đường mưa"    | Karaoke |            |
| 6.  | "Tình yêu trở lại" | Karaoke |            |
| 7.  | "Pha lê tím"       | Karaoke |            |

## Đón nhận
Tính đến tháng 2 năm 2010, Con đường mưa đã được phát hành với 10.000 bản. Bài hát "Con đường mưa" cũng là ca khúc được tải về nhiều nhất trong năm 2009.

### Nghi vấn vi phạm bản quyền và ý tưởng
Sau khi phát hành, một ca khúc trong album là "Mùa thu vắng em" của tác giả Như Hồng bị cộng đồng những người yêu thích văn hóa Nhật Bản trên trang japanest.com đặt nghi vấn là sao chép của ca khúc "Marionette" trong album Guilty của nữ ca sĩ Nhật Bản Ayumi Hamasaki. Hai ca khúc có phần nhạc và ý nghĩa của lời giống nhau từ 80 đến 100%. Theo Cao Thái Sơn, anh nhận được ca khúc "Mùa thu vắng em" thông qua một người bạn chung chứ chưa từng làm việc với Như Hồng, tiền bản quyền ca khúc được phía Cao Thái Sơn đóng trực tiếp cho Cục của Sở Văn hoá thông tin. Theo phân tích của nhà nghiên cứu âm nhạc Nguyễn Đình Lâm thì mô hình giai điệu và cấu trúc bài hát được giữ nguyên; hai ca khúc giống nhau từ phần mở đầu cho tới phần phát triển, chưa kể phối khí của hai ca khúc cũng gần như giống nhau hoàn toàn, ông đưa ra kết luận: “Chúng gần như một”. Sau khi bị phát hiện, phía Cao Thái Sơn đã không thể liên lạc lại với tác giả Như Hồng.
Phần video âm nhạc (MV) trong album Con đường mưa đã được Cao Thái Sơn giới thiệu là được thực hiện theo phong cách phim Hàn Quốc. Báo chí và người hâm mộ âm nhạc bên Hàn Quốc sau đó cũng đưa ra nghi vấn video Người ở lại của Con đường mưa được "sao chép" từ MV Come Back To Me Part 2  trong album 24/7 của ca sĩ Se7en. Trang báo Soompi đã chỉ ra sự tương đồng giữa hai MV về bối cảnh, tình tiết, góc quay, diễn xuất của ca sĩ. Đội ngũ sản xuất và Cao Thái Sơn sau đó còn khiến dư luận giận dữ hơn khi tuyên bố “Đó chẳng qua chỉ là một sai sót nhỏ” và tỏ ra không liên quan.

### Giải thưởng
Trong giải thường Làn Sóng Xanh 2009, Con đường mưa là một trong bốn album đạt số phiếu bình chọn cao nhất hạng mục Album được yêu thích nhưng kết quả bất ngờ thuộc về của Saigon Radio của Hà Anh Tuấn. Cũng trong giải thưởng này, album Con đường mưa đã giúp Cao Thái Sơn làn đầu tiên được vào Top 10 ca sĩ được yêu thích.
Trong chương trình tháng 9 của Album vàng 2009, album Con đường mưa nhận được lượng bình chọn áp đảo từ khán gián với 80,20% và giành giải Album được yêu thích nhất. Album sau đó cũng giành luôn giải Album được yêu thích nhất của năm.
| Năm  | Giải thưởng        | Hạng mục                                       | Đề cử         | Kết quả   | Chú thích     |
| ---- | ------------------ | ---------------------------------------------- | ------------- | --------- | ------------- |
| 2009 | Album vàng 2009    | Album được yêu thích tháng 9                   | Con đường mưa | Đoạt giải | [ 5 ]         |
| 2009 | Làn Sóng Xanh 2009 | Top 10 ca sĩ được yêu thích                    | Cao Thái Sơn  | Đoạt giải | [ 17 ] [ 13 ] |
| 2009 | Giải Mai vàng 2009 | Nam ca sĩ hát nhạc nhẹ                         | Cao Thái Sơn  | Đề cử     | [ 18 ]        |
| 2009 | Zing.vn            | Top 10 ca sĩ hot nhất năm do độc giả bình chọn | Cao Thái Sơn  | Đoạt giải | [ 19 ]        |
| 2010 | Album vàng 2009    | Album được yêu thích                           | Con đường mưa | Đoạt giải | [ 16 ]        |

## Ảnh hưởng
Sau thành công của Con đường mưa, Cao Thái Sơn tiếp tục lấy chủ đề mưa và phong cách pop-ballad với album thứ tám (Vol.8) của mình là Cầu vồng sau mưa, ca khúc chủ đề lần này vẫn do Nguyễn Văn Chung sáng tác và được xem là phần 2 của ca khúc "Con đường mưa".
Đầu năm 2021, ca sĩ Nathan Lee đã mua độc quyền nhiều ca khúc do Nguyễn Văn Chung sáng tác, trong đó có những ca khúc thuộc album này như Tình yêu trở lại, Pha lê tím, Con đường mưa và ca khúc chủ đề của Vol.8 là Cầu vồng sau mưa.